# Оліготоміди
Oligotomidae — родина ембій (Embioptera). Відомо близько 60 видів.

## Поширення
Азія, Африка, Австралія, Європа.

## Опис
Самці мають таку апоморфну ознаку, як апікально зубчасті мандибули (Ross 1963, 1982). Мешкають в різноманітних місцях: від пустель до тропічних дощових лісів. Найбільший рід Aposthonia зустрічається головним чином в щілинах в корі, ґрунті, каменях, лишайниках (Ross, 1991).

## Класифікація
- Aposthonia (Krauss, 1911) — 21 вид
- Haploembia (Verhoeff, 1904) — 10 видів.
- Oligotoma (Westwood, 1837) —25 видів[1] [2]

## Ресерси інтернету
- http://www.environment.gov.au/biodiversity/abrs/online-resources/fauna/afd/taxa/OLIGOTOMIDAE